# Harrison Young
Harrison Richard Young (ur. 13 marca 1930 r. w Port Huron w stanie Michigan, zm. 3 lipca 2005 r. tamże) – amerykański aktor filmowy i telewizyjny.

## Kariera
Debiutował niewymienioną w czołówce rolą w filmie Taxi Driver z 1973 roku. W horrorze komediowym Gabinet figur woskowych 2: Zagubieni w czasie (Waxwork II: Lost in Time, 1992) grał Jamesa Westbourne'a. Pojawił się w slasherze Dzieci kukurydzy IV: Zgromadzenie (Children of the Corn: The Gathering, 1996), w obsadzie którego figurują Naomi Watts i Karen Black. Steven Spielberg zaangażował go w produkcję dramatu wojennego Szeregowiec Ryan (Saving Private Ryan, 1998) − późniejszego zwycięzcy pięciu Oscarów. Young zagrał w tym filmie tytułowego Jamesa Francisa Ryana, niegdyś zaginionego w akcji spadochroniarza. Wcielił się w postać starszego Younga, podczas gdy młodego bohatera grał Matt Damon. W filmie grozy Krokodyl zabójca (Crocodile) w reżyserii Tobiego Hoopera zagrał szeryfa Bowmana Clarka. W horrorze gore Dom tysiąca trupów (House of 1000 Corpses, 2003) wystąpił jako Don Willis, ojciec porwanej nastolatki, a w komedii kryminalnej Kiss Kiss Bang Bang (2005) jako tato Harmony (Michelle Monaghan). Do 2008 roku premierę miało blisko osiemdziesiąt projektów filmowych i telewizyjnych z udziałem Younga. Większość z nich to filmy pełnometrażowe. Ostatni obraz, w którym pojawił się aktor, film przygodowy Latający chłopcy (The Flyboys), wydany został w 2008 roku.